# Kanton Conflans-Sainte-Honorine
Kanton Conflans-Sainte-Honorine (fr. Canton de Conflans-Sainte-Honorine) je francouzský kanton v departementu Yvelines v regionu Île-de-France. Tvoří ho pouze obec Conflans-Sainte-Honorine.